# レジー・ウォーレン
レジナルド“レジー”ウォーレン（Reginald "Reggie" Warren、1981年2月8日 - ）は、アメリカ合衆国フロリダ州出身のプロバスケットボール選手である。ポジションはパワーフォワード。身長204cm、体重104㎏。

## 来歴
西フロリダ大学からカナダ、イスラエルなどのプロリーグを経て、2006年10月、高松ファイブアローズに入団。2006-07シーズンはチームのbjリーグ参入初年度でのファイナル進出に貢献。
2007-08シーズンは11月24日、25日開催の琉球ゴールデンキングス戦で週間MVPを受賞。1月19日のライジング福岡戦では高松の球団記録となる40得点をマーク、翌20日との2試合合計で61得点、23リバウンド、10ダンクを記録してシーズン2度目の週間MVPを受賞。レギュラーシーズン通算ではチームのスコアラーとして42試合出場で1試合平均でリーグランク3位の21.6得点、リバウンドはリーグ4位の12.4本を記録してベスト5に選ばれる。1試合平均で2本（リーグ1位）のダンクシュートを決めた
2008-09シーズンは埼玉ブロンコスに移籍。埼玉でもエースとして活躍し、2月28日、3月1日の東京アパッチ戦では2試合合計74得点をマークして自身3度目の週間MVPを受賞。シーズン1試合平均で21.9得点（リーグ5位）、12.3リバウンド。
2009年オフに埼玉を退団後、韓国の昌原LGセイカーズを経て、2010-11シーズンは京都ハンナリーズに所属し、2011年4月期の月間MVPを獲得するなどプレイオフ進出に貢献した。
京都退団後はベネズエラのチームを経て2012年、ライジング福岡に入団。11月27日、28日の大阪エヴェッサ戦の活躍で週間MVPを受賞。レギュラーシーズン通算では52試合に出場し、16.9得点、12.6リバウンド（リーグ3位）。チーム初のプレイオフ・bjリーグファイナル進出に貢献した。
2013-14シーズンはレギュラーシーズン全52試合にスターターで出場し、チーム1位の16.5得点、11.5リバウンドを記録。3月の月間MVPと6シーズンぶり2回目のリーグベスト5を受賞した。
2014-15シーズンは京都ハンナリーズに復帰した。4月月間MVPと2シーズン連続3度目のベスト5を受賞。
2015-16シーズンは浜松・東三河フェニックスと契約。11月の月間MVPを受賞。
bjリーグとNBLが統合して誕生したジャパン・プロフェッショナル・バスケットボールリーグ（Bリーグ）初年度の2016-17シーズンはB2の熊本ヴォルターズへ移籍。
2017-18シーズンは香川ファイブアローズ（旧高松）と契約。2007-08シーズン以来10シーズンぶりの復帰となる。得点はB2リーグ2位の20.9得点、リバウンドは1位の12.7本を記録した。2018-19シーズンも香川でプレー。
2019-20シーズンはシーズン開幕後の11月にB3のベルテックス静岡と契約。新型コロナウイルス(COVID-19)の感染拡大によりリーグが中断された後、3月23日付で退団した。

## 記録
| シーズン             | チーム | GP | GS | MPG  | FG%  | 3P%  | FT%  | RPG  | APG | SPG | BPG | TO  | PPG  |
| -------------------- | ------ | -- | -- | ---- | ---- | ---- | ---- | ---- | --- | --- | --- | --- | ---- |
| bjリーグ 2006-07     | 高松   | 37 | 20 | 29.4 | .510 | .282 | .564 | 9.0  | 2.5 | 1.2 | .5  | 1.9 | 14.0 |
| bjリーグ 2007-08     | 高松   | 42 | 42 | 37.6 | .491 | .252 | .594 | 12.4 | 3.1 | 1.4 | .9  | 2.3 | 21.6 |
| bjリーグ 2008-09     | 埼玉   | 47 | 47 | 38.4 | .467 | .324 | .552 | 12.3 | 3.5 | 1.3 | 1.0 | 2.7 | 21.9 |
| bjリーグ 2010-11     | 京都   | 38 | 26 | 26.0 | .462 | .257 | .578 | 10.2 | 2.5 | 1.1 | .8  | 2.0 | 13.4 |
| bjリーグ 2012-13     | 福岡   | 52 | 51 | 33.0 | .464 | .359 | .594 | 12.6 | 2.4 | 1.2 | .8  | 1.6 | 16.9 |
| bjリーグ 2013-14     | 福岡   | 52 | 52 | 35.2 | .448 | .314 | .554 | 11.5 | 2.9 | 1.2 | .7  | 2.0 | 16.5 |
| bjリーグ 2014-15     | 京都   | 48 | 36 | 25.2 | .422 | .245 | .569 | 8.5  | 2.0 | 1.3 | 0.4 | 1.8 | 13.4 |
| bjリーグ 2015-16     | 浜松   | 50 | 48 | 32.6 | .422 | .281 | .495 | 13.6 | 3.4 | 1.0 | 0.6 | 2.4 | 14.1 |
| B.LEAGUE 2016-17(B2) | 熊本   | 53 | 10 | 23.9 | .442 | .295 | .627 | 8.5  | 1.8 | 0.8 | 0.7 | 1.7 | 13.7 |
| B.LEAGUE 2017-18(B2) | 香川   | 60 | 58 | 30.9 | .456 | .304 | .618 | 12.7 | 2.9 | 0.9 | 0.3 | 1.9 | 20.9 |
| B.LEAGUE 2018-19(B2) | 香川   | 42 |    |      |      |      |      |      |     |     |     |     | 17.8 |
| B3リーグ 2019-20     | 静岡   | 9  |    |      |      |      |      |      |     |     |     |     | 23.4 |

- bjリーグ
  - ベスト5（2007-08、2013-14、2014-15）
  - 得点ランキング3位（2007-08）
  - リバウンドランキング3位（2012-13）
  - 月間MVP（2011年4月、2014年3月、2015年4月、2015年11月）
  - 週間MVP（2007年11月第4週、2008年1月第3週、2009年2月第4週、2011年11月第3週、2015年3月第1週）
  - オールスターゲーム出場（2007-08、2008-09、2014-15）
  - 高松ファイブアローズ 1試合個人最多得点: 40得点：2008年1月19日福岡戦
- B2
  - 得点ランキング2位（2017-18）
  - リバウンドランキング1位（2017-18）

## 経歴
Marinos(ベネズエラ） - NiagaraDD（カナダ） - Yarcha（イスラエル） - Macc.P.Tikva（イスラエル） - ITU（トルコ） - 高松ファイブアローズ
（2006～2008） - 埼玉ブロンコス（2008～2009） - Changwon LG Sakers（韓国） - 京都ハンナリーズ（2010～2011） - GUAIQUERIES DE MARGARITA（ベネズエラ） - ライジング福岡 - 京都ハンナリーズ - 浜松・東三河フェニックス - 熊本ヴォルターズ - 香川ファイブアローズ - ベルテックス静岡